# 毛叶蕨
毛叶蕨（学名：Pleuromanes pallidum）为膜蕨科毛叶蕨属下的一个种。